# کتابخانه پازیکس زبان سی
کتابخانه پازیکس زبان سی (به انگلیسی: C POSIX library) یک کتابخانه برنامه‌نویسی است که توسط استاندارد پازیکس برای زبان برنامه‌نویسی سی تعریف شده و از سیستم‌عامل‌های سازگار با این استاندارد انتظار می‌رود که این کتاب‌خانه را فراهم کنند.
این کتابخانه هم‌زمان با کتابخانه استاندارد سی توسعه یافت. تلاش‌هایی برای هماهنگ کردن کتابخانه پازیکس با کتابخانه سی انجام شده‌است. پازیکس توابعی اضافه بر سازمان از توابعی که در کتابخانه استاندارد سی وجود دارند، تعریف و معرفی کرده‌است. کتابخانه استاندارد سی نیز خود بخشی از کتابخانه پازیکس محسوب می‌شود.
جدول زیر فایل‌های سرآیند این کتابخانه را فهرست می‌کند. این جدول سرایندهای مربوط به کتابخانه استاندارد را در بر ندارد.
| فایل سرایند      | توضیح                                                                      | نخستین انتشار |
| ---------------- | -------------------------------------------------------------------------- | ------------- |
| <aio.h>          | ورودی/خروجی ناهمگام                                                        | انتشار ۵      |
| <arpa/inet.h>    | توابع برای مدیریت آدرس آی‌پی (جزء سوکت‌های برکلی)                            | انتشار ۶      |
| <cpio.h>         | اعداد جادویی برای قالب بایگانی cpio                                        | انتشار ۳      |
| <dirent.h>       | رابط‌های باز کردن و فهرست‌گیری از دایرکتوری‌ها.                               | انتشار ۲      |
| <dlfcn.h>        | پیوندزنی پویا                                                              | انتشار ۵      |
| <fcntl.h>        | باز کردن فایل‌ها، قفل کردن و عملیات دیگر.                                   | انتشار ۱      |
| <fmtmsg.h>       | ساختارهای نمایش پیام                                                       | انتشار ۴      |
| <fnmatch.h>      | رابط‌های تطبیق نام فایل                                                     | انتشار ۴      |
| <ftw.h>          | پیمایش درختی از فایل‌ّا                                                      | انتشار ۱      |
| <glob.h>         | ساختارهای مورد نیاز برای تطبیق الگو برای نام فایل‌ها                        | انتشار ۴      |
| <grp.h>          | رابط‌های مرتبط با مدیریت گروه‌های کاربری                                     | انتشار ۱      |
| <iconv.h>        | رابط‌ها و امکاناتی برای تبدیلات انکودینگ‌های مختلف                           | انتشار ۴      |
| <langinfo.h>     | اطلاعات مرتبط با زبان‌ها که بر اساس توابع محلی‌سازی سی ساخته شدند            | انتشار ۲      |
| <libgen.h>       | توابع تطبیق الگو برای مسیر فایل‌ها                                          | انتشار ۴      |
| <monetary.h>     | قالب‌بندی رشته‌ای واحدهای ارزی                                               | انتشار ۴      |
| <mqueue.h>       | صف پیغام‌رسانی                                                              | انتشار ۵      |
| <ndbm.h>         | رابط‌های عملیات بر روی پایگاه داده NDBM                                     | انتشار ۴      |
| <net/if.h>       | رابط‌های مربوط به کارت‌های شبکه                                              | انتشار ۶      |
| <netdb.h>        | ترجمه پروتکل‌ها و اسامی دامنه به شماره‌های عددی متناظر. بخشی از سوکت‌های برکی | انتشار ۶      |
| <netinet/in.h>   | حاوی تعاریف پورتکل اینترنت و خانواده آدرس‌ها. بخشی از سوکت‌های برکی          | انتشار ۶      |
| <netinet/tcp.h>  | دیگر گزینه‌های مرتبط با TCP. سوکت‌های برکلی                                  | انتشار ۶      |
| <nl_types.h>     | توابع و ساختارداده‌های مرتبط با کاتالوگ‌های پیام                             | انتشار ۲      |
| <poll.h>         | ورودی/خروجی تسهیم‌شده                                                       | انتشار ۴      |
| <pthread.h>      | رابط‌های ایجاد و مدیریت ریسه‌های پازیکس.                                     | انتشار ۵      |
| <pwd.h>          | رابط‌های مربوط به مدیریت پایگاه داده اطلاعات کاربران سیستم                  | انتشار ۱      |
| <regex.h>        | عبارت باقاعده                                                              | انتشار ۴      |
| <sched.h>        | زمان‌بندی فرایندها                                                          | انتشار ۵      |
| <search.h>       | جداول جستجو                                                                | انتشار ۱      |
| <semaphore.h>    | سمافورهای پازیکس                                                           | انتشار ۵      |
| <spawn.h>        | رابط‌های مرتبط با spawn کردن فرایندها                                       | انتشار ۶      |
| <strings.h>      | رابط‌های مقایسه رشته‌ها به صورت غیرحساس‌به‌حروف                                | انتشار ۴      |
| <stropts.h>      | رابط‌های STREAMS به همراه ioctl                                             | انتشار ۴      |
| <sys/ipc.h>      | ارتباطات بین فرایندی (IPC).                                                | انتشار ۲      |
| <sys/mman.h>     | مدیریت حافظه، شامل رابط‌های حافظه اشتراکی و فایل‌های حافظه‌نگاشت پازیکس       | انتشار ۴      |
| <sys/msg.h>      | صف پیغام‌رسانی پازیکس.                                                      | انتشار ۲      |
| <sys/resource.h> | استفاده از منابع، اولویت‌ها و محدودسازی آن‌ها                                | انتشار ۴      |
| <sys/select.h>   | ورودی/خروجی تسهیم‌شده                                                       | انتشار ۶      |
| <sys/sem.h>      | سمافورهای SysV                                                             | انتشار ۲      |
| <sys/shm.h>      | حافظه اشتراکی SysV (در افزونه XSI)                                         | انتشار ۲      |
| <sys/socket.h>   | سرایند اصلی سوکت‌های برکلی                                                  | انتشار ۶      |
| <sys/stat.h>     | رابط (stat) برای دریافت اطلاعات فایل‌ها                                     | انتشار ۱      |
| <sys/statvfs.h>  | اطلاعات فایل‌سیستم                                                          | انتشار ۴      |
| <sys/time.h>     | توابع و ساختارهای تاریخ و زمان                                             | انتشار ۴      |
| <sys/times.h>    | حاوی ساختارهای مربوط با تاریخ دسترسی و تغییر فایل‌ها                        | انتشار ۱      |
| <sys/types.h>    | حاوی تعدادی نوع داده سیستمی اولیه                                          | انتشار ۱      |
| <sys/uio.h>      | عملیات ورودی/خروجی برداری                                                  | انتشار ۴      |
| <sys/un.h>       | سوکت‌های دامنه یونیکس                                                       | انتشار ۶      |
| <sys/utsname.h>  | اطلاعات سیستم‌عامل از جمله uname                                            | انتشار ۱      |
| <sys/wait.h>     | دریافت وضعیت فرایندهای فرزند (wait را ببینید)                              | انتشار ۳      |
| <syslog.h>       | رابطه‌های واقعه‌نگاری و ثبت رخداد                                            | انتشار ۴      |
| <tar.h>          | اعداد جادویی برای قالب بایگانی tar                                         | انتشار ۳      |
| <termios.h>      | رابط‌های ورودی/خروجی ترمینال                                                | انتشار ۳      |
| <trace.h>        | ردگیری رفتارهای زمان اجرای برنامه (منسوخ‌شده)                               | انتشار ۶      |
| <ulimit.h>       | محدودسازی منابع (<sys/resource.h> این فایل را منسوخ کرده‌است)               | انتشار ۱      |
| <unistd.h>       | حاوی برخی توابع و ثوابت بنیادی در پازیکس                                   | انتشار ۱      |
| <utime.h>        | ساختارهای تاریخ و زمان مرتبط با inode                                      | انتشار ۳      |
| <utmpx.h>        | توابع مربوط به پایگاه داده حسابرسی کاربران                                 | انتشار ۴      |
| <wordexp.h>      | رابط‌های مرتبط با بسط کلمات، مشابه کاری که پوسته انجام می‌دهد                | انتشار ۴      |